# Mónus József
Mónus József László (Hajdúnánás, 1965. október 5. –) többszörös világrekorder tradicionális távlövő íjász. Beceneve: Fehér farkas. Gépész üzemmérnökként végzett a nyíregyházi Mezőgazdasági Főiskolán. Az íjászatot gyermekével együtt kezdte elsajátítani 2006-ban.

## Íjászatban elért eredményei
Budapesten 2010 márciusában rendeztek Nyílegyenes Távlövő Bajnokságot, amelyen Mónus József megdöntötte az akkor 784 éve felállított rekordot. A Mónus József által kilőtt nyílvessző 508,74 méterre szállt, hat méterrel haladva meg a középkorból ismert mongol Esunkhei nevű íjász rekordját, amely 502,5 méter volt.
2012. augusztus 24-én a belső-mongóliai Ergun városában rendezett íjászversenyen saját készítésű íjával és nyílvesszőjével 653 méteres távolságra lőtt el, amivel felállította a távlövés új világrekordját.
Szintén ő tartja a legmesszebbre leadott sikeres találat rekordját is: a 2012-es Kurultájon 453 méteres távolságból leadott hat lövéséből egy nyílvesszővel eltalálta a 140x140 centiméteres méretű céltáblát.
2013. június 22-én Törökországban, Gümüşhacıköyben megrendezett 2. Nemzetközi Tradicionális Íjászati Fesztivál keretében megtartott török nyílt íjászbajnokságon az 50 fontnyira korlátozott húzóerejű távlövési versenyszámban és a “Korlátlan erősségű íjak versenyében” nyert.A korlátozott a versenyszámot 467 métert lőve megnyerte a saját készítésű íjával és – a szintén többszörös világrekorder lovasíjász – Kassai Lajostól kapott cédrus nyíltestekből készített nyílvesszővel.[forrás?]A korlátlan erősségű íjak versenye kedvezőtlenül kezdődött számára, mert csak egy nyílvesszőt tudott kilőni, ugyanis a keze megsérült a lövés közben. Az eredményről a mentőben értesült.[forrás?] Ezt a kategóriát is sikerült megnyernie egyetlen, 470 méterig kilőtt nyílvesszővel.
2014 szeptemberében az egyesült államokbeli Wendoverben három nap alatt hat világcsúcsot állított fel távlövő íjászatban és korlátlan kategóriában; 538,400 méterre lőtte ki nyílvesszőjét. A "KIrály kategóriában" azaz a Filed bow kategóriának a legerősebb , unlimited osztályában pl. 645 métert lőtt. A régit egykori tanítója és barátja, Luciano Cecili 616 méterrel tartotta!
2014 -ben WTAF Tradicionális Íjász Világszövetség versenyén Dél-Koreában megnyerte a verseny lehetséges 3 kategóriájának mindegyikét, hiszen 2008-ban a rövidtávú céllövészet világbajnoka lett ,illetve most megnyerte a 165 m harci céllövő világbajnoki valamint az 50 # korlátozott íjerősségű íjak távlövő versenyének világbajnoki számát is!Nincs ember a földön aki mindhárom kategóriájának világbajnoka lenne egy személyben! 470,81 métert lőtt az Unlimited American Longbow kategóriában. A régi világrekordot 439 méterrel tartották!
2015-ben  az Amerikai Egyesült Államokban rendezett World Archery versenyén lőtt egy World Archery World Record világrekordot. Ez  a legmagasabb minősítésű világrekord a sport íjászatban, hiszen a Wolrd Archery rendezi pl az olimpiát is!
2017 májusában  Isztambulban rendezett 5. Fetih Kupası (Conquest Cup) azaz a "Hódítók Kupája" versenyt  nyerte meg. Ennek a versenynek az érdekessége, hogy a világ legjobb tradicionális távlövői  egyike sem tudta az erős szembeszél miatt átlőni a 400 méteres távolságot. A Farkas a második  helyezettet 63 méterrel győzte le, hiszen 460 métert lőtt!
Majd júliusban Kahramanmarasban, a "hős város"-ban rendezett, több mint 700 versenyzőt felvonultató nagyszabású rendezvényen győzött minden kategóriában amiben elindult. Az 50 # korlátozott íjerősségű versenyt , a korlátlan erősségű íjak versenyét és a un "PUTA" céllövő csapatversenyben szerzett aranyérmet.
2018 Isztambulban a 6. Contest Cup azaz a Hódítók Kupájának győzelme.
2018. 04. 26 Niagara-vízesés átlövése 420 m-es lövés.
(Emlékezetes lövések a Vereckei-hágó, a Sydney-i Operaház feletti átlövés, Kanadából Amerikába átlövés.)
2018 szeptemberében a nemzetközi szövetség (World Archery Federation) bírói által hitelesített mérés során 897,66 méterre lőtte a nyílvesszőjét, és így közel 25 méterrel döntötte meg a korábbi (873,26 m) csúcsot.
2019 augusztus végén ugyanott, a wendoveri Bonneville Range-n, a 907 métert tűzte ki célul a pozsonyi csata emlékére. Az első helyet végül 918,37 méteres lövéssel sikerült megszereznie.
2022.08.14-20 között Gyulán megrendezésre került, a világ eddigi legnagyobb távlövő versenyének beharangozott HDH-IAA történelmi íjász világbajnoksága (19 országból több, mint 170 nevezés) . Ezen a világbajnokságon négy íj kategóriában 451 méteres távolsággal győzött. 120 méteres különbséggel a verseny második helyezettjétől. A vadászíjak kategóriában hatalmas világcsúcsot ért el a 453 méteres lövéssel.
2023.05.26 Isztambulban a Hódítók Kupájának Aranyserlegével állt a dobogó legfelső fokán, a győztes jogán emelhette a magasba a magyar zászlót. 447 métert lőve az 50 # limitált erősségű íjak versenyében ( a legnépesebb kategória) közel 80 méterrel a második helyezett török harcost legyőzve.
2023.08.27-28 Nevada Államban a Word Archery és a USA Archery szervezésében megrendezett versenyen, a Farkasszív nevű nyílvesszővel a céllövő íj kategória távlövő versenyszámban 963,38 méteres új világrekordot lőtt.
2023.09.01-03. Utah Államban újabb világrekord született nyílvesszője 485,54 méterre repült (az aktuális világrekord ekkor 408,52 méter volt). Majd kézi íjjal az általa ígért 1000 méteres távolságon is túl lőtt, 1007,41 méterre lőtt compound flight 73 # kategóriában.
2023. szeptember 9-én Balatonalmádiban megrendezésre került Megszállottak napja rendezvényen üdvözölte Kassai Lajos a Megszállottak Klubja legújabb tagjaként.
Mónus József László minden íját és nyílvesszőjét maga készíti, a világversenyeken a világ legjobb íjászait, valamint íj- és nyílvessző készítőit is le kell győznie. Ezt a tudást, tapasztalatot kamatoztatva készít íjakat, vesszőket mások számára is. Azt vallja, hogy egy íj születésével, egy világ születik meg, egy harcos világa. Az egyedi lelkületű íjak készítésével tudja finanszírozni a versenyek költségeit.
2023. októberben Kolumbiában járt, ahol átlötte az Andok hegység Cordilleráját, a La Periquera, Rio La Cebada hatlépcsős vízesés fölött lőtt át, saját készítésű távlövő íjával "Thury a Dunántúl Oroszlánja" legújabb változatával. Villa de Leyvaban pedig annak főterét lőtte át, egy gyönyörű hacienda lövést láthatott a közönség.[forrás?]
Törökország, Isztambul 12. Conquest Cup, Fetih Kupasi 2024.05.29 Hódítók Kupájának győztese az 50# limitált erősségű íjak versenyében, saját készítésű íjjával és nyílvesszőjével. Isztambulban sorban a negyedik győzelem 2017, 2018, 2023 évek után. Immár 215-ödik alkalommal emelhette a magasba a magyar zászlót a győztes jogán.
Újabb páratlan, nevezetes földrajzi lövés, 2024.08.23-án  a Grand Canyon felett.[forrás?]
Az Amerikai Egyesült Államokban, a World Archery és a USA Archery szervezésében 2024.08.26-27 között megrendezésre került világrekord lövő verseny első állomásán, Smith Creekben megdöntötte a 2023. évben lőtt egyéni rekordját (1007,41 m). Nyílvesszője ezúttal 1031,54 méterre szállt a sós sivatagban.
A legendás 1031,54 méteres lövését követően 2024.08.30-09.01 között megrendezésre került világrekord lövő versenyen Utah államban, Bonnevilleben a történelmi íjak, Modern Ásiatic kategóriában versenyezve világrekordot lőtt. A 35# korlátozott kategóriában 376,85 méterre lőtt, ez 54,26 méterrel több, mint az ebben a kategóriában eddig felállított előző világrekord. Harry Drake aranyéremmel,  saját készítésű íjával és nyílvesszőjével bizonyította ismét a világelsőséget. Hajdúnánásról hírül vitte a magyarságot, a zászlónk győzelmét, a 33. világrekord lövésével.
Csak a győzelem című kaland-dokumentumfilm készül, mely Mónus József László világrekorder, hagyományőrző íjászt mutatja be. Az ő belső útkeresése és identitásának megtalálása áll a film középpontjában, felvillantva Mónus József életének meghatározó állomásait és helyszíneit. A film a szenvedélyről, kitartásról és a nagyságra való törekvésről szól, producerei Fülöp Péter és Gáspár Dénes, rendezője Tóth Tamás.
Angliában, a történelmi York mezején rendezték meg 2025.07.13-án a távlövő Northern Counties Archery SocietyFlight Championships versenyt a világ legnagyobb íjászszervezete a World Archery és a National and World Record Status közös szervezésében. Ezen a versenyen győzött ismét Mónus József, alias Fehér Farkas többszörös világrekorder, tradicionális távlövő íjász. A magyar zászló mögött sorakoztak a harcban legyőzött angol zászlók, köztük a huszonhétszeres angol világrekorder, Mike Willrick ezüstérmes angol zászlója.
2025. augusztus 13-án Mongóliában a harci céllövő íjászatban az ellenfelek a természet és az emberi tűrőképesség határain vívták meg küzdelmeiket. Ahol Mónus József Lászlós egy 70 fontos íjjal 514 méteres lövést hajtott végre szembeszélben, míg a második helyezett belsőmongol harcos nyílvesszője mintegy 100 méterrel rövidebb távon ért földet. Győzelme saját készítésű íj és nyílvesszőjével ismételten  technikailag is kiemelkedő teljesítmény.

## Díjak
- 2008 Hajdú-Bihar megye legjobb férfi sportolója
- 2009 Duna Tv Mentor oklevelese
- 2014 Hajdú-Bihar megye Prima Primissima díjasa
- 2014 Hajdúnánás Városáért kitüntető oklevél
- 2014 Az USA Távlövő Íjászbajnoka 2014 kitüntető cím birtokosa
- 2014 Az USA Vadászhegyes Távlövő Íjászbajnoka 2014 kitüntető cím birtokosa
- 2015 Gubcsi Lajos EX LIBRIS díjasa
- 2014 Hajdú-Bihari Napló legnépszerűbb férfi sportolója
- 2015 Kovács-Pál díj
- 2015 Az USA Távlövő Íjászbajnoka kitüntető cím birtokosa
- 2015 Az USA Vadászhegyes Távlövő Íjászbajnoka kitüntető cím birtokosa
- 2015 Gubcsi Lajos EX LIBRIS díjasa
- 2015 Hajdú-Bihari Napló legnépszerűbb férfi sportolója
- 2016 Magyar Nemzetért Érdemérem ezüst fokozata
- 2016 Magyar Arany Érdemkereszt
- 2019 A Magyar Kultúra Lovagja
- 2019 Hajdúnánás Város Díszpolgára cím birtokosa
- 2023 Megszállottak Klubjának elismeréseként a klub tagjává választották
- 2023 Törökbálint Város Díszpolgára cím birtokosa